# Astroverein
Astrovereine sind lokale oder regionale Vereinigungen von Amateurastronomen, welche die Förderung der Astronomie in der Ausbildung und in der Gesellschaft betreiben und gegenseitige Unterstützung bei himmelskundlichen Aktivitäten anbieten.
Manche haben den rechtlichen Status als gemeinnütziger Verein  – etwa wenn sie den Physik-Unterricht oder astronomische Gruppen an Schulen unterstützen oder eine Volkssternwarte betreiben. Andere führen ausgedehnte Such- und Beobachtungs-Programme durch, etwa für Asteroiden und Meteore, für Sternbedeckungen oder für Sonnen- bzw. Mondfinsternisse.
Eine große Zahl von Astrovereinen wurde zwischen 1965 und 1980 gegründet, was teilweise auf das öffentliche Interesse an der Raumfahrt zurückzuführen ist. Relativ viele Vereine geben eigene Zeitschriften heraus, von denen inzwischen einige auch überregionalen Charakter besitzen  – etwa Sterne und Weltraum, Astronomie und Raumfahrt, der Sternenbote und Abenteuer Astronomie.
Manche Vereine geben auch andere Veröffentlichungen oder Fachbücher heraus, fördern den günstigen Kauf von Fernrohren oder den Vertrieb astronomischen Zubehörs. Mehrere  Internet- bzw. Ephemeriden-Dienste beruhen auf solchen Vereinen. Auch einige globale Vereinigungen zur Beobachtung von Erdsatelliten gehen auf Trägervereine zurück, von denen die bekannteste „Moonwatch“ war und von 1957 bis etwa 1980 die Basis vieler wissenschaftlicher Programme bildete.
Große nationale Astrovereine (teilweise mit der Funktion als Dachverband) im deutschen Sprachraum sind:
- Vereinigung der Sternfreunde e. V. (VdS)
- Österreichischer Astronomischer Verein (ÖAV)
- Schweizerische Astronomische Gesellschaft (SAG)